# Vierlas
Vierlas község Spanyolországban,  Zaragoza tartományban. Vierlas Tarazona, Novallas és Malón községekkel határos. Lakosainak száma 90 fő (2024).

## Népesség
A település népessége az utóbbi években az alábbiak szerint változott:
| Lakosok száma | 106  | 98   | 103  | 95   | 98   | 105  | 73   | 77   | 80   | 90   |
|               | 2001 | 2004 | 2007 | 2009 | 2012 | 2014 | 2017 | 2019 | 2022 | 2024 |